# 八風バス
八風バス株式会社（はっぷうバス）は、三重県桑名市を中心に乗合バス事業と貸切バス事業を運営する運輸事業者であり、三重交通の関連会社である。2007年（平成19年）12月1日に貸切事業所を四日市市へ移転している。

## 沿革

### 会社設立の経緯と運行開始まで
1950年代、員弁川南岸のうち、員弁郡および桑名郡桑部村は農村地帯であり、梅戸井村大字梅戸、大字金井、および大長村大字南大社は商工業が発達しつつあり、それら地域は、桑名市、名古屋市との経済、文化的結びつきが強く、同方面へ通勤、通学者が多い状況であった。しかしながら、員弁川南岸は公共交通機関に乏しく、道路も昭和初期に桑名梅戸井線（県道）が開通したが、久米村中上より大長村役場に至る区間では、道路有効幅員が3 m半という状況であった。同社が最初に開設した路線である梅戸線沿線の大部分では、徒歩または自転車により2 - 4 km程度移動し、員弁川北岸に位置する北勢線を利用しなければならないという状況であった。また、員弁川の橋は、3.2 - 3.9 kmに1箇所という状況で、交通不便であった。沿線のうち梅戸井地区では、三岐線を利用している状況であった。しかしながら、三岐線では、富田駅（当時）を経由するため、桑名や名古屋に至るには時間を要するという状況であった。 
そのような背景のもと、八風バス株式会社設立発起人会（代表者：小林慶蔵）は、1950年（昭和25年）12月13日に、梅戸線の一般乗合旅客自動車運送事業免許の申請を行った。発起人代表には沿線にて醤油醸造業を営む小林慶蔵が就任し、桑名市内で鋳物工場を営む者3名、他には独立の商業を営むものが就任した。ところが、輸送人口が過大であるという指摘がなされ、同社設立発起人会は、1951年（昭和26年）6月21日で取り下げ願を提出した。 
その後、資本計画の確実化および運行回数を減少した内容で、1951年（昭和26年）6月30日申請を再度を行なった。梅戸線は、桑名駅前（桑名市大字桑名591ノ2）を起点に、益生駅前、桑部、赤尾、志知、念仏橋の各停留所を経由し、梅戸停留所（員弁郡梅戸井村大字梅戸666番地）に至る路線であった。同申請には、道路状況が未整備のため、念仏橋停留所から大長学校前停留所の区間に待避所を3箇所設ける計画がなされている。1951年（昭和26年）11月8日に同申請は免許され、1952年（昭和27年）3月7日には、同社（本社：員弁郡久米村大字志知2524番地）が設立された。 
株式6万株のうち、3万株は発起人が引き受け、残りの3万株は一般公募によったが、桑名商工会議所、久米村、梅戸井村、大長村が株式募集を引き受けた。このように、同社は、親会社もなく独立の地元資本によって設立されたことが特徴である。設立時の役員も、代表取締役の小林慶蔵をはじめ、ほか5名の取締役らは、地元の商店や工場の経営者などであることが特徴である。
ところが、経済界の金づまりのため、資金が集まらず自動車の購入が遅れた結果、運転手及び車掌の選考も遅れたため、運転開始期間が遅れた。しかしながら、ついに1952年（昭和27年）3月21日に梅戸線（桑名駅前 - 益生駅前 - 梅戸間）を、自動車3両、1日6往復にて運行開始した。

### 運行開始後
同社は開業後、梅戸線の延伸に着手し、1952年（昭和27年）には、石榑線および福王線の事業拡張計画趣意書を作成している。同計画書では、石榑線、福王線のみならず、将来の計画として、保々村、竹永村、千種村を経由して湯の山温泉への延長も企図していた。
石榑線、福王線新設のために、1955年（昭和30年）11月には、資本金を600万円に増資し、名古屋鉄道系列となった。1955年（昭和30年）12月には、石榑線（梅戸 - 田口新田 - 石榑間）(当時8往復)と、福王線（梅戸 - 小島 - 田光 - 福王山間）（当時6往復）を開通させた。1956年（昭和31年）には桑名駅前 - 田光 - 福王山間が開通した。
1957年（昭和32年）11月以降、名古屋鉄道と近畿日本鉄道との間で、名古屋近郊のバス路線協定交渉をきっかけに、名古屋鉄道が所有する同社株式の譲渡が問題となった。この問題は、名古屋鉄道所有株式が、新中京バスを経由して、三重交通に譲渡される模様であることが、1958年（昭和33年）1月に開かれた取締役会において明らかになった。結局、名古屋鉄道と近畿日本鉄道の両社がバス相互乗入や共同ビル建設等を進めることで合意した。この結果、八風バスは1958年（昭和33年）4月には三重交通の傘下に入った。なお、2020年（令和2年）3月現在、三重交通グループホールディングスが同社の株式を100%保有しており、連結子会社である。
1958年（昭和33年）5月17日に同社路線の中枢となる桑部橋が折損した。その影響を受け業績が伸び悩んだ。また、国道1号の改良工事が施行されたのをきっかけに、同年の利用状況は低下し、前年比で16％減少した。
1961年（昭和36年）5月28日には、貸切事業を営業開始を開始した。
その後同社は、桑名駅前 - 桑部橋 - 念仏橋 - 穴太駅前にも路線を伸ばしたが、遅くとも1997年（平成9年）には、石榑線は廃止され、桑名 - 梅戸 - 福王山間は、福王神社の縁日（毎月3・13・23日）のみ運行となった。一方で、宅地造成に伴い伊坂台線を開設し、梅戸線（現：志知線）からの経由運行の形で運行している。

### 年表
- 1952年（昭和27年）
  - 3月7日：会社設立。資本金150万円[12]。
  - 3月21日：一般乗合旅客自動車運送事業（路線バス）営業開始。梅戸線（桑名駅前 - 益生駅前 -梅戸間）開通[13]。
- 1955年（昭和30年）11月：資本金600万円に増資[12]。
- 1958年（昭和33年）4月1日： 関ガ原線の運輸協定に伴い、当社株式7,912株（約66％）が名鉄から三重交通に譲渡され[12]、三重交通傘下となる。
- 1961年（昭和36年）5月28日： 貸切事業営業開始。
- 1965年（昭和40年）5月8日：本社を桑名市寿町中央ビルに移転[14]。
- 1966年（昭和41年）11月1日：整理券方式を採用[14]。
- 1969年（昭和44年）9月2日：梅戸線でワンマンカーを採用[14]。
- 1973年（昭和48年）4月23日：桑名車庫を新築[14]。
- 1985年（昭和60年）9月：大安旅行センターを員弁郡大安町に開設[15]。
- 1995年（平成7年）12月18日：本社を桑名営業所に移転[16]。
- 1997年（平成9年）
  - 4月1日：伊坂台線新設[16]。
  - 9月5日：初の女性運転士がデビューする[16]。
- 1999年（平成11年）3月29日：新デザインバス（イルカバス）登場[16]。
- 2001年（平成13年）12月10日 - 11日：創業50周年感謝ツアー[16]。
- 2007年（平成19年）12月1日：三重交通（北部観光営業所）に貸切バス受注を委託。
- 2008年（平成20年）4月1日：三重交通から、同社の高速バス事業・貸切バス事業の管理・運営受託事業を開始。
- 2016年（平成28年）
  - 3月31日：回数乗車券発売終了（翌日からのemica導入に伴う措置。発売された回数乗車券は当面利用可能）。
  - 4月1日：emica導入。manaca、TOICAなどの10種類の全国相互利用交通系ICカードが使用できるようになる。
- 2022年（令和4年）2月17日：バスロケーションシステムのサービスを開始する。

## 現行路線

### 一般路線

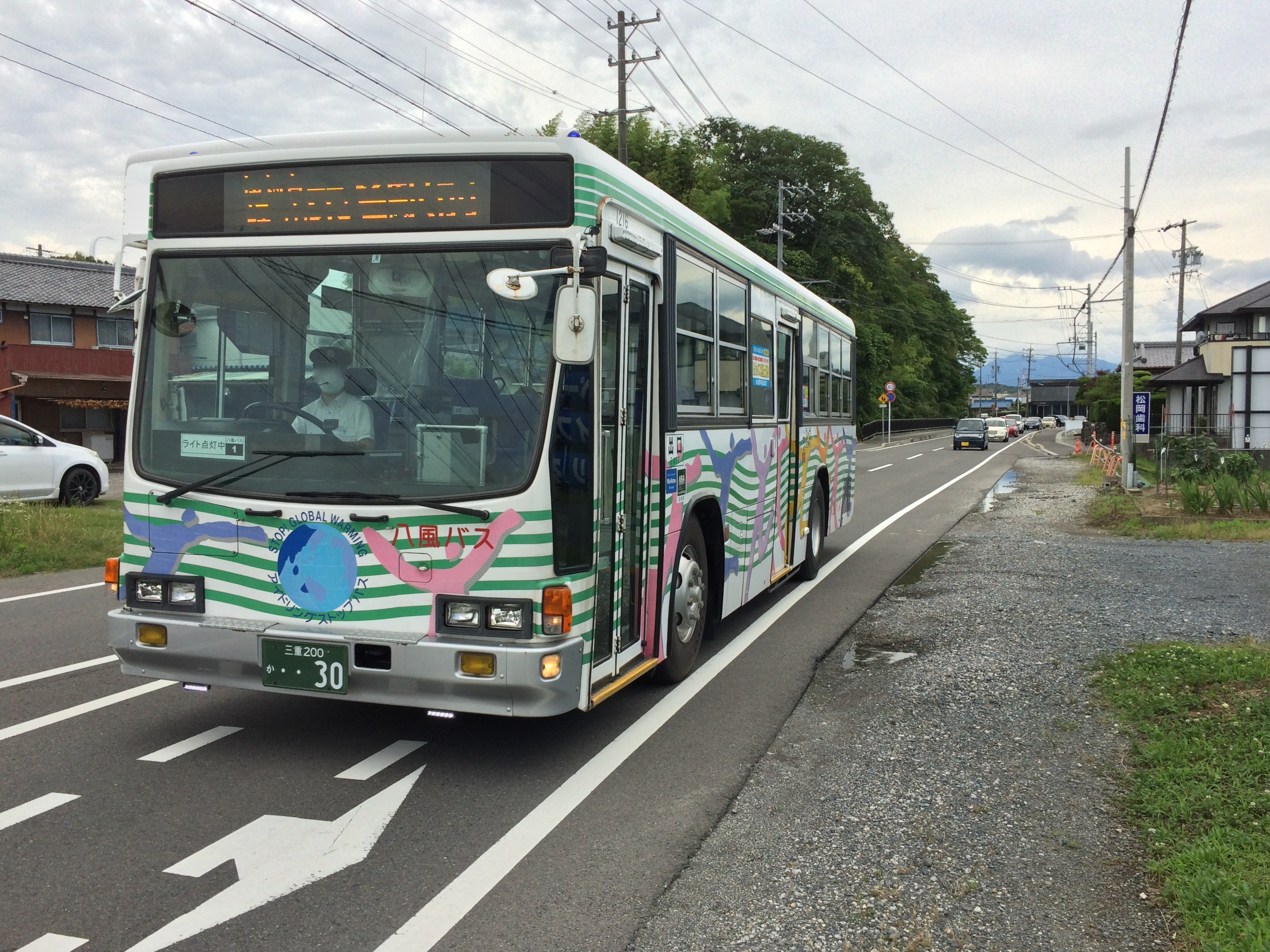
桑部橋停留所に接近する八風バス（梅戸線桑名駅前ゆき）

#### 志知線
※地域間幹線系統として、国・三重県・自治体から補助を受けて運行する。
- 桑名駅前 - 益生駅前 - 桑部橋 - 赤尾台 - 志知
- 桑名駅前 - 益生駅前 - 桑部橋 - 赤尾台 - 桑名西高校
- 桑名駅前 - 益生駅前 - 桑部橋 - 伊坂台 - 赤尾台 - 桑名西高校
- 桑名駅前 - 益生駅前 - 桑部橋 - 伊坂台 - 赤尾台 - 志知
- 桑名駅前 → 益生駅前 → 桑部橋 → 正和台 → 桑名西高校
- 桑名駅前 → 益生駅前 → 桑部橋 → 正和台 → 志知

#### ネオポリス西高線
- 城山三丁目 - 城山二丁目 - 笹尾西三丁目 - 笹尾東一丁目 - 穴太駅前 - 桑名西高校
  - 桑名西高校の始業・下校時間帯のみ運行するが、休校日はすべて運休する。

### 運行受託

#### 高速バス
- 赤尾台名古屋高速線
  - 名古屋（名鉄バスセンター） → イオン桑名SC口 → 公団住宅前 → 星見ヶ丘 → 赤尾台 → 西正和台 → 正和台
  - 名古屋（名鉄バスセンター） ← イオン桑名SC口 ← 公団住宅前 ← 星見ヶ丘 ← 正和台 ← 西正和台 ← 赤尾台

付記事項
- 平日6往復、土曜・休日は2往復のみ運転。三重交通が運行し、八風バスが三交から運行管理を受託。

路線年表
- 2006年（平成18年）12月20日： 運行開始。
- 2008年（平成20年）4月1日： 八風バスが撤退。三重交通が八風バスの乗務員への受託運行に切り替え。

#### コミュニティバス
- 東員町オレンジバス
  - 南北線の運行を委託している。

## 廃止路線

### 空港連絡バス
- 桑名 - 中部国際空港

経路

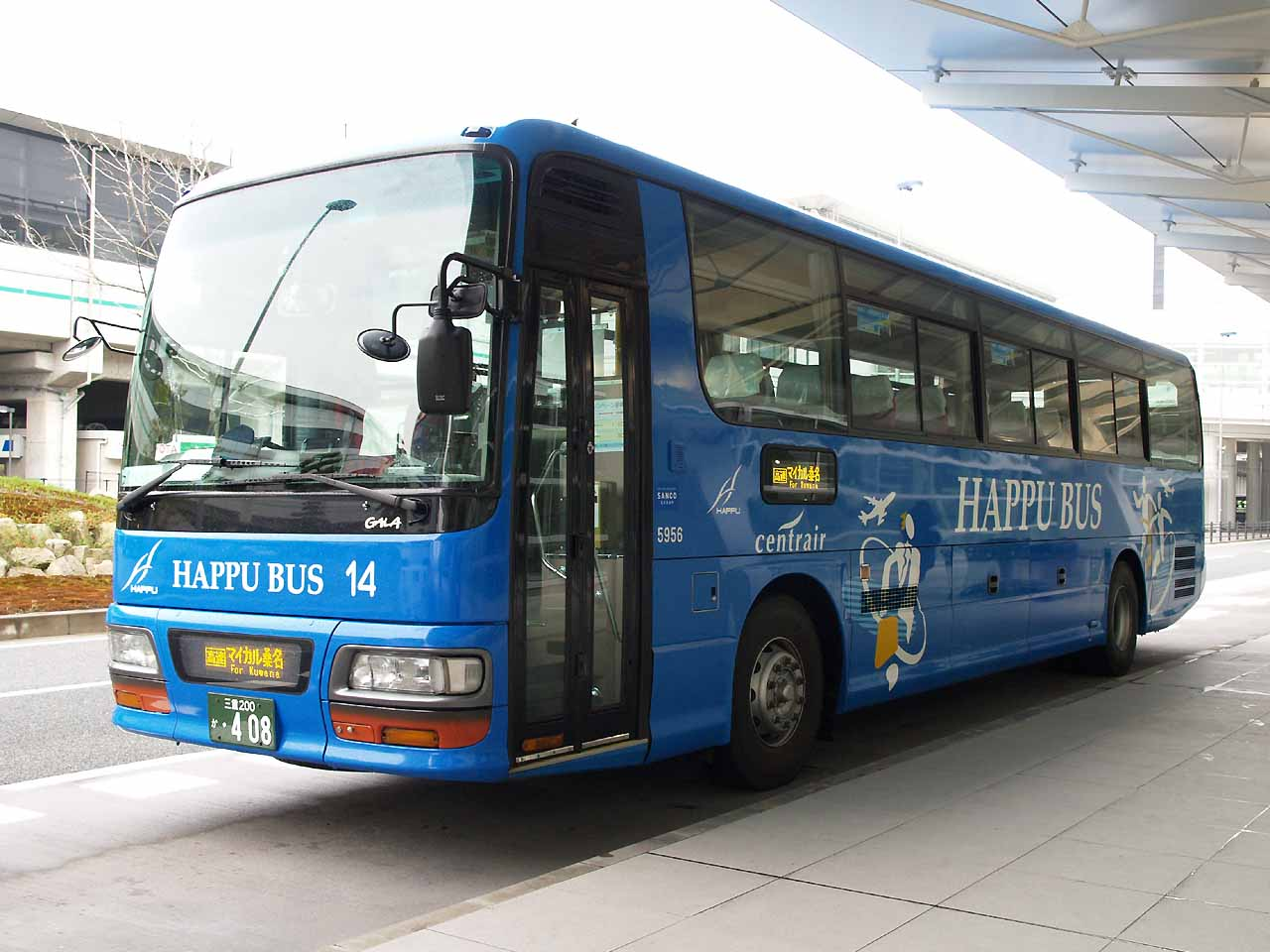
桑名 - 中部国際空港線（2008年）

- マイカル桑名（駐車場）・マイカル桑名・マイカル桑名口・桑名駅前 - 中部国際空港

※三重交通と共同運行
路線年表
- 2005年（平成17年）2月17日：運行開始。
- 2006年（平成18年）10月10日：日本のバスとしては初めてとなる、車内での「電子マネーEdy（現：楽天Edy）」決済を開始。
- 2008年（平成20年）9月30日： 路線廃止。

運行回数
1日 10.5往復 （三重交通：1日4往復、八風バス：1日6.5往復）

### 一般路線

#### 梅戸線
梅戸線は、同社開業当時から運行開始していた、主幹路線であった。かつては、福王神社の大祭日および正月三が日のみ、南金井から先の、福王山まで運行していた。南金井 - 福王山間の運行は、2006年（平成18年）6月6日に廃止された。2006年（平成18年）12月20日のダイヤ改正により、志知 - 南金井間の本数が減少し、末期は南金井発は朝のみ、南金井ゆきは夕方の1往復のみの運行となっていたが、2022年（令和4年）8月1日に廃止された。
- 廃止当時（2022年7月31日）の停留所一覧 桑名駅前 - 有楽町（南金井ゆきのみ停車） - 桑名シティホテル前 - 市役所前 - 三ツ矢橋 - 益生駅前 - 馬道 - 西川原 - 西別所 - 稗田 - 稗田西 - 桑部橋 -  桑部 - 西桑部 - 篠原 - 能部口 - 能部 - 正和台北 - 西正和台 - 伊坂台 - 赤尾台 - 羽田 - 島田 - 平群神社前 - 志知 - 中上 - 念仏橋 - 大長 - 南大社 - フリー南大社 - 西大社 - フリー梅戸口 - 梅戸口 - 東川原 - 金井口 - 南金井
路線年表

  - 1952年（昭和27年）3月21日：梅戸線（桑名駅前 - 益生駅前 -梅戸間）運行開始。
  - 2020年（令和2年）4月1日：同年3月31日まで1日2往復存在した桑名駅前 - 南金井系統のうち、1往復は桑名駅前 - 志知へ短縮の変更となり、桑名駅前 - 南金井は1日1往復となる。同じく、桑名駅前 - 中上発着便は全て桑名駅前 - 志知への変更（短縮）となる。停留所名変更実施（「キクヤ前」が「稗田西」、「羽田ヒューム管」が「羽田」に変更）[24]。
  - 2022年7月31日：運行最終日
  - 2022年8月1日：路線廃止。梅戸線の志知 - 南金井間が廃止され、路線名称も志知線となる。

運行回数
1日 平日　下り26便、上り23便 （廃止当時）[25][26]

#### 朝日線
- 桑名駅前 - 有楽町（朝日インター口方面ゆきのみ停車） - 桑名シティホテル前 - 市役所前 - 三ツ矢橋 - 益生駅前 - 馬道 - 西川原 - 西別所 - 稗田 - キクヤ前（当時の名称、現在の稗田西）- 桑部橋南 - 白梅の丘口 - 白梅の丘 - あさひ向陽台 - 朝日中学校前 - 朝日インター口

路線年表
- 2006年（平成18年）12月20日：運行開始
- 2008年（平成20年）12月31日：廃止

#### 桑名川越高校線
- 桑名駅前 - 益生駅前 - 白梅の丘 - 川越高校

路線年表
- 2008年（平成20年）

- 4月8日：運行開始
- 12月22日：廃止

## 車両
2006年（平成18年）度からワンステップバスが導入され、梅戸線・朝日線の他、桑名西高校のスクールバスにも運行している。2007年（平成19年）度、さらにワンステップバスを2台導入した。
かつては、「新デザインバス」と称するラッピングや塗装を施した路線車を、1999年（平成11年）3月29日に初導入（イルカバス）し、トンボバス（1999年（平成11年）11月22日登場）、第5段（2000年（平成12年）9月4日登場）、ダックス（2000年（平成12年）12月23日登場）、このはずく（2001年（平成13年）8月27日登場）を続けて導入するなど、独自のデザインの車両もあったが、近年の路線車の大半は三重交通と共通の塗装である。